# Pteridina
La pteridina es un compuesto químico cuya composición se basa principalmente en anillos de pirimidina y pirazina. Las pteridinas pertenecen también a la familia de los heterociclos y pueden presentar una gran diversidad de sustituciones en su estructura. La pterina y la flavina, moléculas de gran importancia biológica, se encuentran entre estos sustitutos de las pteridinas.